# Erling Spalk
Erling Spalk (født 4. oktober 1940 i Ikast, død 16. juli 1960 i Kastrup Lufthavn) var en dansk fodboldspiller (centerforsvarer, defensiv midtbane) fra Ikast FS.
Den da 19-årige Erling Spalk var en af de otte, som omkom i flyulykken på vej til en OL-forberedelseskamp i Herning.
De andre var Per Funch Jensen, Arne Karlsen, Kurt Krahmer (alle KB), Erik Pondal Jensen (AB), Ib Eskildsen, Søren Andersen (begge Frem) og Børge Bastholm Larsen (Køge).
Årsagen til at Erling Spalk var med i flyet var at han var på løjtnantskole ved Gurre på Sjælland. Han skulle have været hjemsendt samme efterår. Han var den eneste af de otte, som ikke havde spillet på landsholdet så kampen i Herning var en lejlighed til spille sig på et af DBU’s landshold i en ”rigtig” kamp.
Han er begravet på Ikast Kirkegård.

## Erling Spalks mindefond
Erling Spalks forældre skænkede Ikast FS erstatningen fra flyulykken.
I samarbejde med klubbens ungdomsafdeling blev "Erling Spalks mindefond" oprettet. Senere er den fond blevet forøget, idet Arne Svenningsen, Eskild Thygesen og Calle Wittenkamp, som modtagere af ”Ikast bys initiativpris”, har doneret deres pris videre til mindefonden.
Fonden har hvert år i mere end 40 år sendt et antal særligt udvalgte ungdomsspillere og trænere/ledere på en fodboldrejse. De udvalgte spillere og trænere/ledere får tildelt turen, fordi de har ydet en særlig indsats for klubben, og de får overrakt et bevis herpå i på klubbens årsfest.